# ゼネラル・エレクトリック・カンパニー
ゼネラル・エレクトリック・カンパニー (General Electric Company、GEC) は、かつて存在したイギリスの総合電機・防衛機器等のメーカーである。アメリカ合衆国のコングロマリット、ゼネラル・エレクトリックとは非常に似た名称であるが、直接の関係はない。

## 年表
- 1886年 - 創立。
- 1900年 - 株式会社化。
- 1989年 - アルストムに鉄道車両製造部門を売却[要出典]。そのため、アルストム（Alsthom）からGECアルストム（GEC Alsthom）に社名変更され、1998年まで使用されていた。
- 1998年 - GEC Plessey Telecommunications など防衛装備・通信機器部門の子会社を再編し、 Marconi Communications を設立。
- 1999年 - 防衛機器子会社の Marconi Electronic Systems は、ブリティッシュ・エアロスペースに770万ポンドで売却され、同社に吸収合併され、BAEシステムズとなった。マルコーニ (Marconi plc) に商号変更。
- 2003年 - 企業再編が行われ、新会社の Marconi Corporation plc に事業が承継された。Marconi plc の株主は、株式交換で新会社の株式を受け取り、旧会社の債権者は、デットエクイティスワップで新会社の株式を受け取った。
- 2005年 - Marconi Corporation plc の通信機器部門の主要事業はエリクソンに売却され、残余の事業はテレントに再編・分離された。
- 2007年10月27日 - Marconi plc の清算結了。

## 日本との関係
日本初の商業用原子力発電所である日本原子力発電東海発電所には、当社の子会社である General Electric Power Company の技術が導入された。